# Орси, Дж. Р.
Хорхе Ричард "Дж. Р." Орси (исп. Jorge Richard "J. R." Orci) — мексиканский телевизионный сценарист и продюсер.

## Жизнь и карьера
Орси родился в Мехико, в семье мексиканского отца и кубинской матери. Его мать сбежала из Кубы после того, как Фидель Кастро пришёл к власти. Он вырос в Мехико, Канаде, Техасе и Лос-Анджелесе. Он является выпускником Техасского университета в Остине. Орси является братом сценариста Роберто Орси, с которым он работал над телесериалом канала ABC «Шпионка», также как и над научно-фантастической драмы канала FOX «Грань». Он в данный момент работает над драмой канала NBC «Чёрный список».

### «Грань»
Орси присоединился к научно-фантастическому сериалу канала FOX «Грань», в первом сезоне он был сценаристом и супервайзовым продюсером. На шоу его привёл его брат Роберто Орси, который является сосоздателем шоу (вместе Дж. Дж. Абрамсом и Алексом Куртцманом). Орси также был консультирующим продюсером и сценаристом в течение четвёртого сезона шоу. Эпизоды, к которым он написал сценарии:
- "Призрачная сеть" / The Ghost Network 1.03 (вместе с сосценаристом и соисполнительным продюсером Дэвидом Х. Гудменом)
- "Уравнение" / The Equation 1.08 (вместе с сосценаристом Гудменом)
- "Превращение" / The Transformation 1.13 (вместе с сосценаристом Заком Уидоном)
- "На волю" / Unleashed 1.16 (вместе с сосценаристом Уидоном)
- "Неизбранный путь" / The Road Not Taken 1.19 (Орси и исполнительный продюсер Джефф Пинкнер написали телесценарий по истории консультирующего продюсера Акивы Голдсмана)
- "Новация" / Novation 4.05 (с сосценаристом и сопродюсером Грэмом Роландом)
- "Добро пожаловать в Вестфилд" / Welcome to Westfield 4.12 (с сосценаристом Роландом)
- "Всё на своих местах" / Everything in Its Right Place 4.17 (Орси и соисполнительный продюсер Дэвид Фьюри написали телесценарий по истории Орси и монтажёра истории Мэттью Питтса)

## Фильмография
| Год              | Телепрограмма  | Ориг. название | Указан как                                                     | Примечания |
| ---------------- | -------------- | -------------- | -------------------------------------------------------------- | ---------- |
| 2003-2006        | Шпионка        | Alias          | сценарист, сопродюсер                                          |            |
| 2007             | Путешественник | Journeyman     | сценарист, продюсер- супервайзер                               |            |
| 2008-2012        | Грань          | Fringe         | сценарист, супервайзовый продюсер, консультирующий продюсер    |            |
| 2010-2011        | Гавайи 5.0     | Hawaii 5-0     | сценарист, соисполнительный продюсер                           |            |
| 2013-наст. время | Чёрный список  | The Blacklist  | сценарист, консультирующий продюсер, соисполнительный продюсер |            |